# Dalwigker Höhle
Die Dalwigker Höhle ist eine touristisch nicht erschlossene Karsthöhle nordöstlich von Dorfitter, einem Ortsteil der Gemeinde Vöhl im nordhessischen Landkreis Waldeck-Frankenberg.

## Geographische Lage
Die Höhle befindet sich im südlichen Teil des Dalwigker Holzes, etwa 800 m östlich von Dorfitter und ebenso weit nordwestlich von Obernburg, am steilen Südhang innerhalb des Waldgebiets nördlich über der hier eine kurze Schleife nach Osten beschreibenden Kuhbach, die weiter südlich zwischen Dorfitter und Thalitter in die Itter mündet. Sie ist, wie auch der Wald, nach dem 1624 zerstörten Dorf Dalwigk benannt.
Im Kuhbachtal verläuft die Trasse der 1900 eröffneten, 1991 stillgelegten und 2015 reaktivierten Unteren Edertalbahn (seit 2015 auch Nationalparkbahn genannt) zwischen Frankenberg und Korbach.

## Die Höhle
Die natürlich entstandene Karsthöhle hat eine Länge von 132 Meter und gilt als zweitgrößte begehbare Höhle Nordhessens. Sie wurde durch einen im Kuhbachtal ausmündenden ehemaligen Bergwerksstollen erschlossen, der 1916 bei der Suche nach Kupfererz angelegt, aber nach etwa 300 m Vortrieb wegen Erfolglosigkeit aufgegeben wurde. Die Höhle kann nur über diesen Suchstollen erreicht werden. Der Stollen schneidet nach etwa 100 m Strecke den westlichen Teil der Höhle an; er ist lediglich etwa einen Meter breit und 1,20 m hoch, sodass der Zugang sehr beschwerlich ist.
Wo der Stollen die Höhle erreicht, bildet sie ein hohes Gewölbe, an dessen Wänden Kalk-lösendes Wasser markante „Fließ“-Strukturen geschaffen hat. Am Ende des Gewölbes öffnet sich eine weitere, bis jetzt noch unerforschte, sehr enge Nebenhöhle, vermutlich Teil eines weit verzweigten, unterirdischen Bachsystems. Ein leichter Luftzug lässt darauf schließen, dass diese Fortsetzung der Höhle irgendwo in Spalten an der Erdoberfläche ausmündet. Der östliche, wesentlich längere Abschnitt der Höhle besteht aus einem teilweise sehr engen Gangsystem.

## Naturschutz
Die Höhle liegt im Fauna-Flora-Habitat-Gebiet 4719-303 „Dalwigker Holz und Gebranntes Holz bei Korbach“ und ist nach der europäischen Fauna-Flora-Habitat-Richtlinie geschützt. Zahlreiche an das Höhlenleben in der Finsternis angepasste Tierarten leben darin, und sie zählt zu den regional bedeutsamen Winterquartieren für Fledermausarten.